# Сборная Чили по теннису в Кубке Дэвиса
Сборная Чили в Кубке Дэвиса (исп. Equipo de Copa Davis de Chile) — национальная мужская теннисная сборная Чили, представляющая эту страну в розыгрышах Кубка Дэвиса, центрального международного теннисного соревнования на уровне мужских сборных. Выступает с 1928 года, лучший результат — выход в финал в 1976 году.

## История
Сборная Чили дебютировала в розыгрыше Международного теннисного Кубка вызова (в дальнейшем известного как Кубок Дэвиса) в 1928 году, в своём первом матче уступив с минимальным счётом испанцам. Первая победа — над сборной Уругвая — была одержана в 1933 году, но после этого сезона чилийцы покинули турнир вплоть до 1949 года.
В послевоенные годы латиноамерикая команда обычно играла в Европейской отборочной зоне, пробившись в четвертьфинал в 1949 и полуфинал в 1955 году. В те годы, когда чилийцы выступали в Американской зоне, они были обычными участниками зональных финалов, но в межзональные плей-офф не пробивались. Исключением стал 1976 год, когда сборная Чили, обыграв на своём корте соперников из Аргентины и ЮАР, вышла в межзональный турнир. Её соперниками должны были стать теннисисты СССР, но по политическим соображениям (в Чили в это время у власти находился диктатор Аугусто Пиночет, пришедший к ней после свержения дружественного СССР президента Альенде) советская сборная в Чили ехать отказалась, что означало для чилийской команды выход в финальный матч за Кубок Дэвиса. Там она встречалась со сборной Италии. Хотя в Италии левые силы тоже пытались добиться отказа от матча, национальное теннисное руководство приняло решение отправить сборную в Сантьяго. Там при счёте 2:0 по играм в пользу гостей итальянец Адриано Панатта убедил своего партнёра по «синей сборной» выйти на корт в матче пар в красных футболках в знак протеста против чилийского режима. Итальянцы выиграли и эту игру, а вместе с ней и весь матч.
На второй год после образования в рамках Кубка Дэвиса Мировой группы для ведущих команд со всех континентов, в 1982 году, состоялось первое появление в ней сборной Чили. Через два года чилийцы покинули Мировую группу, но неоднократно в неё в дальнейшем возвращались. Дважды — в 2006 и 2010 году — команда успешно преодолевала в Мировой лиге первый круг, выходя в четвертьфинал после побед соответственно над словаками и израильтянами. Наряду с этими успехами имели место и провалы, когда чилийская команда выбывала из первой во вторую Американскую группу — сначала в начале 1990-х годов, а затем снова в 2013 году.

### Участие в финалах (0+1)
Поражение (1)
| Год  | Место проведения | Состав                           | Соперник                                                       | Счёт |
| ---- | ---------------- | -------------------------------- | -------------------------------------------------------------- | ---- |
| 1976 | Сантьяго, Чили   | П. Корнехо, Б. Пражу, Х. Фильоль | Италия: К. Барадзутти, П. Бертолуччи, А. Зугарелли, А. Панатта | 1:4  |

## Рекорды и статистика
Сборная Чили является сообладательницей рекордов Кубка Дэвиса по количеству геймов в игре и в одном сете: в 1973 году в парной игре с соперниками из США Патрисио Корнехо и Хайме Фильоль провели за один сет 76 геймов, а всего за игру — 122 гейма.

### Команда
- Первый год участия в Кубке Дэвиса — 1928
- Лучший результат — финал (1976)
- Самая длинная серия побед — 6 (2014—2016, включая победы над командами Парагвая, Перу, Мексики, Венесуэлы, Доминиканской Республики и Колумбии и выход в плей-офф Мировой группы)
- Самая крупная победа — 5:0 по играм, 13:0 по сетам, 79:21 по геймам ( Чили —  Пакистан, 2005)
- Самый длинный матч — 18 часов 53 минуты ( Чили —  Австрия 3:2, 2009)
  - Наибольшее количество геймов в матче — 254 ( США —  Чили 4:0, 1973)
- Самая длинная игра — 5 часов 14 минут ( Николас Массу —  Штефан Коубек 6-4 4-6 6-4 7-66, 2009)
  - Наибольшее количество геймов в игре — 122 ( Э. ван Диллен/С. Смит —  П. Корнехо/Х. Фильоль 7-9 37-39 8-6 6-1 6-3, 1973)
- Наибольшее количество геймов в сете — 76 ( Э. ван Диллен/С. Смит —  П. Корнехо/Х. Фильоль 7-9 37-39 8-6 6-1 6-3, 1973)

### Игроки
- Наибольшее количество сезонов в сборной — 16 (Патрисио Корнехо)
- Наибольшее количество матчей — 32 (Патрисио Корнехо)
- Наибольшее количество игр — 74 (Патрисио Корнехо, 34—40)
- Наибольшее количество побед — 37 (Луис Айяла, 37—14)
  - В одиночном разряде — 27 (Луис Айяла, 27—6)
  - В парном разряде — 13 (Ханс Гильдемайстер, 13—6)
  - В составе одной пары — 9 (Ф. Гонсалес/Н. Массу, 9—4)
- Самый молодой игрок — 16 лет 107 дней (Кристиан Гарин, 14 сентября 2012)
- Самый возрастной игрок — 37 лет 119 дней (Хайме Фильоль, 30 сентября 1983)

## Состав в 2023 году
- Марсело Томас Барриос Вера
- Кристиан Гарин
- Алехандро Табило
- Николас Ярри

Капитан: Николас Массу

## Недавние игры

### Групповой этап, 2023
| Канада 2 | Unipol Arena, Болонья, Италия 16 сентября 2023 Хард(i) | Unipol Arena, Болонья, Италия 16 сентября 2023 Хард(i)                 | Чили 1 |       |   |  |
| \| \| \| \| 1 \| 2 \| 3 \| \| \| - \| \| ---------------------------------------------------------------------- \| --- \| ----- \| - \| \| \| 1 \| \| Алексис Галарно Алехандро Табило \| 6 3 \| 7 65 \| \| \| \| 2 \| \| Габриэль Диалло Николас Ярри \| 4 6 \| 4 6 \| \| \| \| 3 \| \| Алексис Галарно / Вашек Поспишил Томас Барриос Вера / Алехандро Табило \| 6 3 \| 79 67 \| \| \| |                                                        |                                                                        |        |       |   |  |
| |                                                        |                                                                        | 1      | 2     | 3 |  |
| 1 | Канада · Чили                                          | Алексис Галарно Алехандро Табило                                       | 6 3    | 7 65  |   |  |
| 2 | Канада · Чили                                          | Габриэль Диалло Николас Ярри                                           | 4 6    | 4 6   |   |  |
| 3 | Канада · Чили                                          | Алексис Галарно / Вашек Поспишил Томас Барриос Вера / Алехандро Табило | 6 3    | 79 67 |   |  |

| Италия 3 | Unipol Arena, Болонья, Италия 15 сентября 2023 Хард(i) | Unipol Arena, Болонья, Италия 15 сентября 2023 Хард(i)                 | Чили 0 |     |      |  |
| \| \| \| \| 1 \| 2 \| 3 \| \| \| - \| \| ---------------------------------------------------------------------- \| ---- \| --- \| ---- \| \| \| 1 \| \| Маттео Арнальди Кристиан Гарин \| 2 6 \| 6 4 \| 6 3 \| \| \| 2 \| \| Лоренцо Сонего Николас Ярри \| 3 6 \| 7 5 \| 6 4 \| \| \| 3 \| \| Лоренцо Музетти / Лоренцо Сонего Томас Барриос Вера / Алехандро Табило \| 63 7 \| 6 3 \| 7 62 \| \| |                                                        |                                                                        |        |     |      |  |
| |                                                        |                                                                        | 1      | 2   | 3    |  |
| 1 | Италия · Чили                                          | Маттео Арнальди Кристиан Гарин                                         | 2 6    | 6 4 | 6 3  |  |
| 2 | Италия · Чили                                          | Лоренцо Сонего Николас Ярри                                            | 3 6    | 7 5 | 6 4  |  |
| 3 | Италия · Чили                                          | Лоренцо Музетти / Лоренцо Сонего Томас Барриос Вера / Алехандро Табило | 63 7   | 6 3 | 7 62 |  |

| Чили 3 | Unipol Arena, Болонья, Италия 12 сентября 2023 Хард(i) | Unipol Arena, Болонья, Италия 12 сентября 2023 Хард(i)                | Швеция 0 |     |     |  |
| \| \| \| \| 1 \| 2 \| 3 \| \| \| - \| \| --------------------------------------------------------------------- \| ----- \| --- \| --- \| \| \| 1 \| \| Кристиан Гарин Лео Борг \| 78 66 \| 3 6 \| 7 5 \| \| \| 2 \| \| Николас Ярри Элиас Имер \| 6 2 \| 6 4 \| \| \| \| 3 \| \| Томас Барриос Вера / Алехандро Табило Филип Бергеви / Андре Йёранссон \| 6 4 \| 7 5 \| \| \| |                                                        |                                                                       |          |     |     |  |
| |                                                        |                                                                       | 1        | 2   | 3   |  |
| 1 | Чили · Швеция                                          | Кристиан Гарин Лео Борг                                               | 78 66    | 3 6 | 7 5 |  |
| 2 | Чили · Швеция                                          | Николас Ярри Элиас Имер                                               | 6 2      | 6 4 |     |  |
| 3 | Чили · Швеция                                          | Томас Барриос Вера / Алехандро Табило Филип Бергеви / Андре Йёранссон | 6 4      | 7 5 |     |  |